# Korintska ožina
Korintska ožina je ozek pas zemljišča, ki povezuje polotok Peloponez s preostalo celinsko Grčijo v bližini mesta Korint. Ožina je bila znana v starem svetu kot mejnik, ki ločuje Peloponez od celinske Grčije. V prvem stoletju n. št. je geograf Strabon  pisal o stebru ob Korintski ožini, na katerem sta bila dva napisa. En napis je bil obrnjen proti vzhodu, to je proti Megari v Atiki: Tukaj ni Peloponez, ampak Jonija (τάδ οὐχὶ Πελοπόννησος, ἀλλ Ἰωνία) in eden proti zahodu, to je proti Peloponezu: Tukaj je Peloponez, ne Jonija (τάδ ἐστὶ Πελοπόννησος, οὐκ Ἰωνία); Plutarh je pripisal, da je stelo postavil zaslužen atiški junak Tezej na svoji poti do Aten. 
Na zahodu ožine je Korintski zaliv, na vzhodu pa Saronski zaliv. Od leta 1893 je Korintski prekop ožina, široka le 6,3 km, tako da Peloponez učinkuje kot otok. Danes ožino povezujejo: dva cestna mostova, dva železniška mostova in dva potopna mostova. Na zahodnem koncu prekopa stoji tudi vojaški zasilni most.

## Zgodovina prekopa
Ideja za prekop, ki bi prihranil pot plovilom, ki so plula okoli Peloponeza, je bila dolgo pripisana starim Grkom. Prvi poskus za gradnjo prekopa je naredil tiran Periander v 7. stoletju pred našim štetjem. Zaradi tehničnih težav je projekt opustil in namesto tega zgradil enostavnejšo in cenejšo kamnito rampo, imenovano diolkos kot prevozno pot za ladje. Njegovi ostanki so še vedno vidni poleg sodobnega prekopa. Ko so Rimljani prevzeli nadzor nad Grčijo, so poskusili več različnih rešitev. Julij Cezar je predvidel prednosti povezave za novozgrajeno Colonio Laus Iulia Corinthiensis. V času vladavine Tiberija so inženirji poskušali izkopati prekop, vendar so morali odnehati zaradi pomanjkanja sodobne opreme. Namesto tega so zgradili starodavno egipčansko napravo: čolne so valjali čez ožino na okroglih kolih, kot so Egipčani valjali bloke granita za svoje piramide. To je bilo v uporabi do leta 32. Leta 67 je rimski cesar Neron 6000 sužnjem zapovedal, naj kopljejo prekop z lopatami. Zgodovinar Flavius Josephus piše, da so bili ti sužnji judovski pirati, ujetniki iz časov Vespazijanovih judovskih vojn. Plinij starejši piše o naprednem delu štirih stadionov (približno 5/8 kilometrih).  Naslednje leto je Neron umrl in njegov naslednik Galba je opustil projekt, ker je bil predrag.
V sodobnem času je bila zamisel prvič resno predlagana leta 1830, kmalu po osamosvojitvi Grčije iz Otomanskega cesarstva, in uresničena do konca leta 1893, po enajstih letih dela.

### Prizadevanja za ohranitev
V bližini prekopa teče starodavna kamnita vozna pot diolkos, ki se je uporabljala za vlečenje ladij po kopnem. Grki je ne ohranjajo, zato grški aktivisti pozivajo k večjemu prizadevanju grške vlade, da bi zaščitila to arheološko najdišče. 
- Peloponez iz zraka s Korintsko ožino na desni
- Korintska ožina
- Star zemljevid Korintskega prekopa

## Sklic
1. ↑  V stari grščini se imenuje Ισθμός
2. ↑  Strabo, Geography. 9.1.6 Arhivirano 2013-12-13 na Wayback Machine..
3. ↑  Plutarch, Parallel Lives , Theseus Plut. Thes. 25
4. ↑  Flavius Josephus, The Wars of the Jews, Book 3 Chapter 10 paragraph 10
5. ↑  Pliny the Elder, The Natural History Plin. Nat. 4.5
6. ↑  BBC report